# STMN2
STMN2‏ (Stathmin 2) هوَ بروتين يُشَفر بواسطة جين STMN2 في الإنسان.